# Otinotus expansus
Otinotus expansus är en insektsart som beskrevs av Capener 1972. Otinotus expansus ingår i släktet Otinotus och familjen hornstritar. Inga underarter finns listade i Catalogue of Life.